# Jeanne Eagels
Jeanne Eagels (Kansas City, 26 de junho de 1890 – Nova Iorque, 3 de outubro de 1929) foi uma atriz estadunidense. Foi indicada postumamente ao Oscar de melhor atriz na edição de 1930 por interpretar Leslie Crosbie no filme The Letter.

## Filmografia
| Ano  | Título                   | Papel           |
| ---- | ------------------------ | --------------- |
| 1913 | The Ace of Hearts        |                 |
| 1913 | The Bride of the Sea     |                 |
| 1914 | A Lesson in Bridge       | Mrs. Willis     |
| 1915 | The House of Fear        | Grace Cramp     |
| 1916 | The World and the Woman  | Mulher na Rua   |
| 1917 | The Fires of Youth       | Irmã de Billy   |
| 1917 | Under False Colors       | Olga            |
| 1918 | The Cross Bearer         | Liane de Merode |
| 1919 | The Madonna of the Slums |                 |
| 1927 | Man, Woman and Sin       | Vera Worth      |
| 1929 | The Letter               | Leslie Crosbie  |
| 1929 | Jealousy                 | Yvonne          |